# فيكا جيغولينا
فيكا جيغولينا (بالرومانية: Vika Jigulina)‏ وإسمها الحقيقي فكتوريا كورنيفا (بالرومانية: Victoria Corneva)‏ وهي مغنية ومنتجة أغاني روسية رومانية ولدت في يوم 18 فبراير 1986 في بلدة كاهول في مولدوفا في سنة 2000 انتقلت إلى مدينة تيميشوارا في رومانيا وعملت في هذه المدينة وفي العاصمة بوخارست وفي 2010 حصلت على الجنسية الرومانية، عملت مع إدوارد مايا عدة أغاني منها Stereo Love في سنة 2009.

## روابط خارجية
- فيكا جيغولينا على موقع IMDb (الإنجليزية)
- فيكا جيغولينا على موقع ميوزك برينز (الإنجليزية)
- فيكا جيغولينا على موقع أول ميوزيك (الإنجليزية)
- فيكا جيغولينا على موقع ديسكوغز (الإنجليزية)